# Asteria Regio
Asteria Regio es una región que se encuentra en el planeta Venus. Limita al sureste con Phoebe Regio. Se encuentra en el cuadrángulo de Hécate Chasma (v28). Lleva el nombre de Asteria, una titán de la mitología griega.